# Shindand (huyện)
Shindand là một huyện thuộc tỉnh Herat, Afghanistan. Dân số thời điểm năm 1999 là 110,602 người.